# Hasaneyn, Gölcük
Hasaneyn là một xã thuộc huyện Gölcük, tỉnh Kocaeli, Thổ Nhĩ Kỳ. Dân số thời điểm năm 2010 là 473 người.